# Мбабане
Мбабане (на английски: Mbabane) е административна столица и най-голям град на кралство Есватини и административен център на район Хохо. Законодателната столица на страната е Лобамба. Градът е разположен на река Мбабане и нейните притоци.
Градът нараства след като националният административен център се премества от Бремерсдорп (сега наречено Манзини) през 1902 г. Името на града произлиза от името на вожда Мбабане Кунене, който живее в района, когато пристигат британските заселници. Мбабане е търговски център за околните региони, като същевременно наблизо се добиват калай и желязо.

## История
Градът се разраства след като административният център на нацията се премества от Бремерсдорп (сега наричан Манзини) през януари 1902 г. Името си получава от вожда Мбабане Кунене, който е живял в района, когато пристигат някои британски заселници.
Мбабане е основан през 1887 г. от Мики Уелс на мястото, където маршрутът Трансваал-Мозамбик пресича река Мбабане. Обявен е за столица на новия протекторат Свазиленд (старото име на Есватини) през 1902 г. По онова време Мбабане се състои от няколко магазина, църкви и училища, основани от белите заселници. На черните африканци не им е позволено да живеят в града и трябва да живеят в близките селски райони. Мбабане има електричество, течаща вода, телефонна връзка и болница преди края на 30-те години на XX век.
До Втората световна война повечето есватинци живеят в селски райони и работят извън Есватини, което пречи на разрастването на града. След войната за растежа на града допринасят създаването на търговски училища, дострояването на железопътната линия Гоба, свързваща Мапуто с мините в Южна Африка и Лесото и чуждестранните инвестиции в Есватини (особено за производство на захар). Мбабане се превръща в център за развитие в район Хохо.
В годините след обявяването на независимостта на Есватини през 1968 г., в Мбабане са построени правителствени сгради като британското консулство. Допълнителен растеж бива постигнат чрез развитието на туристическата индустрия в Есватини, в чийто център се превръща Мбабане. В града са построени хотели и места за отдих като клубове и голф игрища, обслужващи туристите.

## Икономика
Най-близкият граничен пункт на Мбабане до Южна Африка е Нгуения-Ошоек и въпреки че свази е основният език, английският е широко разпространен. Мбабане и самата Есватини зависят от туризма и износа на захар. Градът е търговски център за околния регион, защото наблизо се добиват калай и желязо. В града има и два обекта за лека промишленост.
Секторът на финансовите услуги в Мбабане също е ключов двигател на икономически растеж, предоставяйки широк набор от услуги като банкиране, управление на инвестиции и застраховане. Непрекъснатият му растеж в Мбабане позиционира града като ключов финансов център в региона, допринасяйки за цялостния икономически напредък на Есватини.

## География
Градът е разположен в планините Мдимба.

## Население
- 70 000 (2003)
- 73 000 (2004)

## Климат
Градът има мек климат: снегът е рядко събитие, което се появява веднъж или два пъти в едно десетилетие. Средните годишни температури са 15 °C през юли и 22 °C през януари.

## Известни личности
Починали в Мбабане
- Собхуза II (1899 – 1982), крал

## Побратимени градове
- Форт Уърт, Тексас, САЩ
- Тайпей, Тайван